# Sphaerodactylus epiurus
Espèce
Sphaerodactylus epiurus est une espèce de geckos de la famille des Sphaerodactylidae.

## Répartition
Cette espèce se rencontre :
- sur les îles d'Antigua et de Barbuda ;
- en République dominicaine.

## Publication originale
- Thomas & Hedges, 1993 : A new banded Sphaerodactylus from eastern Hispaniola (Squamata: Gekkonidae). Herpetologica, vol. 49, n. 3, p. 350-354 (texte intégral).